# Macrosphyra longistyla
Macrosphyra longistyla är en måreväxtart som först beskrevs av Dc., och fick sitt nu gällande namn av William Philip Hiern. Macrosphyra longistyla ingår i släktet Macrosphyra och familjen måreväxter. Inga underarter finns listade i Catalogue of Life.